# Curieuse
Curieuse – wyspa w archipelagu Seszeli w grupie Wysp Wewnętrznych. Leży około 1 kilometra na północ od wyspy Praslin. Jej powierzchnia wynosi ok. 3 km².
Curieuse posiada bardzo słabo rozwiniętą infrastrukturę i na stałe mieszka tu niewiele osób. W XIX wieku było to miejsce zsyłki dla trędowatych. Obecnie działa tu mała stacja badawcza do hodowli żółwi olbrzymich i obserwacji żółwi morskich. Na wyspie zlokalizowany jest Curieuse Marine National Park.
Curieuse jest obok Praslinu jedną z dwóch wysp na świecie, na których dziko rośnie palma seszelska.